# Johannes Wiedewelt
Johannes Wiedewelt (1. juli 1731 i København – 17. december 1802) var en dansk billedhugger. Søn af Just Wiedewelt. Faderen må tidlig have fået øje for sin søns kunstneriske begavelse, for allerede som dreng blev Wiedewelt sat i lære hos den italienskfødte historiemaler Hieronimo Miani. Da denne imidlertid forlod København 1745, tog Just Wiedewelt sig selv af sønnens videre uddannelse samtidig med, at han lod ham besøge det ældre Kunstakademi, hvor Johannes Wiedewelt rimeligvis har tegnet og modelleret under Johann Christoph Petzold. Tidlig er han dog begyndt at arbejde på egen Hånd og har nået resultater, der må have vakt en vis opmærksomhed; så meget vides i alt fald, at den unge kunstner allerede i foråret 1750 havde modelleret og fået støbt i tin to små buster, forestillende kong Frederik 5. og dronning Louise, og at disse arbejder blev overrakte de høje herskaber og betalte med 120 daler.

## Paris
Stort mere end denne sum har Wiedewelt næppe haft til rådighed, da han et par måneder senere gav sig ud på en større studierejse. Over Hamborg drog han til Rouen og nåede i
begyndelsen af august Paris, hvor han ikke længe efter havde det held at gøre bekendtskab med den danske legationssekretær ved det franske hof, justitsråd Joachim Wasserschlebe.
Denne blev ham en værdifuld Støtte, i det han først skaffede sin unge landsmand optagelse i den ansete billedhugger Guilluame Coustou den yngres atelier og senere formåede kong Frederik 5. til at yde ham en årlig understøttelse, foreløbig på 2 år og på 200 rigsdaler årlig; senere blev summen forhøjet til det dobbelte. Hos Coustou indtog Wiedewelt en stilling
dels som elev, dels som medhjælper, og var i den sidste egenskab højt skattet af mesteren, hvem han stod bi med marmorhugningen; det viste sig ogsaa, da Wiedewelt udtalte sit ønske om at rejse til Italien, at Coustou søgte at holde ham tilbage ved at forestille ham, at han, om han blev i Paris, ved hvis Akademi han havde vundet en sølvmedalje, endnu et år (hele året 1754), ville kunne gøre sig håb om at opnå Akademiets store rejsestipendium. Hertil synes Wiedewelt imidlertid kun at have fæstet ringe lid, og tilmed stod det ham vistnok klart, at han i det franske atelier ikke lærte andet godt end at hugge i marmor. Han skilte sig da fra Coustou, studerede endnu en kort Tid på egen Hånd i Paris og begav sig så, i maj 1754, over Lyon, Marseille og Civitavecchia til Rom.

## Rom og Winckelmann
Fra Wasserschlebe havde Wiedewelt anbefalingsbreve med til direktøren for det franske Akademi i Rom, professor Natoire, der tog venlig imod ham, og gennem hvem han blev kendt med adskillige andre franske kunstnere; til hans omgangskreds kom også andre fremmede mestre til at høre, således tyskeren Rafael Mengs og italieneren Pompeo Battoni. Af ganske særlig betydning for ham blev dog frem for alt det nære venskabsforhold, hvori han kom til at stå til den fremragende tyske arkæolog og kunstkender Johann Joachim Winckelmann, grundlæggeren af den nyere tids antikstudium. Sammen studerede Winckelmann og Wiedewelt hvad der på den Tid fandtes i Rom af oldtidens billedhuggerarbejder, og den store lærde vejledede sin unge ven til deres rigtige forståelse, opmuntrede ham til at tegne så meget som muligt efter dem og har sikkert ikke forsømt nogen lejlighed til at indskærpe ham den grundsætning, som Wiedewelt senere hævdede i sit lille skrift Tanker om Smagen udi Kunsterne i Almindelighed, at den fremadstræbende kunstner gør stor uret mod sig selv og mod sit kald, dersom han giver sig til at arbejde efter naturen, før han grundig har studeret antikken og tilegnet sig dens ånd og stil. Dette skrift har sandsynligvis påvirket Bertel Thorvaldsen i retning af den internationale nyklassicisme.
Winckelmanns indflydelse paa Wiedewelt har således ingenlunde helt igennem været af det gode. Mere end tvivlsomt er det dog, om Wiedewelt i de år, han levede i Rom, uden sin vens hjælp overhovedet havde fået øjnene op for den oldgræske plastiks fortrin for den nyere franske og magtet at iværksætte de agtværdige forsøg, han senere i sine bedste værker gjorde på at komme ud over den barokstil, der rådede i Coustous værksted.
Wiedewelt blev i Italien til 1758, da Akademiets præses gav ham tilhold om at vende hjem; størstedelen af de 4 år tilbragte han i Rom, men fik dog tid til at gøre en udflugt til Napoli, Pompeji, Herculaneum og Portici, i hvilken sidste by han viede de to rytterstatuer af M. Nonius Balbus en ikke ringere hyldest end den, han i Rom havde ladet blive sine yndlingsskulpturer, Apollon i Belvedere, Laokoonsgruppen og Niobegruppen, til del.

## Hjemrejsen
1. juli 1758 tog han i Rom afsked med vennerne og gav sig i følge med maleren Johan Edvard Mandelberg på hjemrejsen. Denne gik over Siena og Firenze, hvor vennerne tilbragte 16 Dage og flittig besøgte kunstsamlingerne; Wiedewelt har selv i sine optegnelser og breve udtalt sig om indtrykkene, han modtog i disse og i kirkerne, og det er med noget blandede følelser, man erfarer, i hvilken retning hans smag gik; af malerierne synes et værk af den ret ubetydelige eklektiker Francesco Trevisani at have gjort det stærkeste
indtryk på ham, mens det om Michelangelos monumenter i kapellet ved San Lorenzo (Medicigravene) hedder, at de er "schlechter, als man sich einbilden sollte". I Pisa så han freskerne i Campo santo, "so aber nicht viel taugen", i Padua interesserer billedhuggerarbejderne, deriblandt Donatellos berømte rytterstatue, ham
ikke, "ist nicht sonderlich". Rejsen førte ham for øvrigt over Venedig gennem Tyrol og Tyskland; til København kom han 6. oktober 1758.

## Kongelig hofbilledhugger
Hvad Wiedewelt havde hjemsendt fra Rom var ikke meget; foruden en del Tegninger og kopier efter antikken nævnes kun et relief, der kom til akademiet i sønderbrudt tilstand, og hvis emne nu ikke kendes. At man imidlertid i de rådende kredse allerede regnede ham for en betydelig Kraft, fremgår af begivenhedernes gang: næppe et halvt år efter sin hjemkomst blev han optaget som medlem af det nyorganiserede Kunstakademi, og samtidig fik han udnævnelse til kongelig hofbilledhugger med frit atelier i Materialgaarden ved Frederiksholms Kanal. Og bestillingerne lod ikke vente på sig; først blev det ham pålagt at udføre et monument over Christian 6.—det var færdigt i marmor 1770 og består af en mægtig, med allegoriske relieffer prydet sarkofag, ved hvis endestykker 2 kvindelige figurer, «Sorgen» og «Berømmelsen» er anbragte; det hele er samlet med ikke ringe følelse for dekorativ
virkning og i mange enkeltheder smukt modelleret.
Lidt senere overdroges det ham at bidrage til den påbegyndte Frederikskirkes udsmykkelse med en stor mængde kunstværker, ikke mindre end 64 «Figurer» og 30 relieffer foruden flere dekorative ting. Til alt dette fik Wiedewelt, der må have modelleret med ganske overordentlig lethed, skitserne færdige i mindre end et års tid. Til endelig
udførelse kom disse arbejder imidlertid ikke, da opførelsen af kirken, som man ved, blev standset, og af skitserne er ikke en eneste bevaret til vore dage.

## Udsmykningen i Fredensborg slotshave
I 1760 begyndte Wiedewelt at efterkomme en vistnok ikke mindre omfattende bestilling, og det lykkedes ham, selvfølgelig med bistand af talrige medhjælpere, at føre arbejdet til ende i Løbet af næppe længere—måske endog kortere—tid end 8 år. Det er de mangfoldige grupper, statuer og dekorationer af forskellig Art, som endnu står på deres plads i Fredensborg slotshave.
Disse værker er af meget ulige værdi og i forskellig stil, om de end for enkeltfigurernes og endnu mere for figurkompositionens vedkommende gennemgående bærer utvetydigt mærke af den Påvirkning, kunstneren havde været underkastet i Paris. Mindst gælder dette om de kolossale—8 fod høje—draperede siddende kvindefigurer, som danner hovedstykkerne i de 2, hver 62 fod lange, for øvrigt med Våbenskjolde prydede «dekorationer», og som symboliserer Danmark og Norge; her er ro og plastisk holdning og en renhed i linjerne, der peger tilbage over Coustou og hans samtidige og lige mod den oldromerske plastik.
Men de andre figurer og grupper tager sig rigtignok nærmest ud, som om deres ophavsmand aldrig havde set en antik for sine øjne, -- som var de udgåede fra en fransk dekadencekunstners værksted, hvor Gian Lorenzo Berninis indflydelse endnu var den bestemmende. Særlig gælder dette om gruppen, der forestiller Helenas bortførelse, hvor især den oprakte arm med de vidt spredte fingre gør en barok virkning, men også de to andre bortførelsesscener med Flora og med Proserpina så vel som Æneas, der med Anchises og Ascanius forlader Troja, vilde have vakt Winckelmanns dybeste mishag, dersom han, der kaldte Bernini "der grosste Esel unter den Neueren", havde fået dem at se.
Ret tiltalende, især ved det indtryk de gør af virkelig at sove, er de to hvilende drenge; af Årstiderne er Foråret ret smuk i linjerne, men står, som i det hele Wiedewelts statuer, dårlig på benene; de 3 andre er meget tarvelige. Ikke synderlig mere tiltalende er de i dekorationerne indlagte relieffer; Gratierne, der pryder obelisken på øen, er unaturlig tynde og lange og meget flove i udtrykket; bedre og ikke blottet for reminiscenser fra antikken er Vinhøsten, der findes på et Monument champêtre, der som helhed er godt arrangeret. Dette kan overhovedet siges om næsten alle de til samlingen hørende helt eller væsentlig set dekorative arbejder, således om et Monument pittoresque med et ionisk tempel i relief og med en ypperlig anvendelse af ægstave og andre ornamentale led; endnu værdifuldere er de fleste af de mægtige, på firsidede postamenter opstillede vaser med deres fine, antikiserende profiler og stilfulde udsmykning.
Af arbejderne i Fredensborg fristes man overhovedet til at slutte, at Wiedewelts talent væsentlig gik i retning af det ornamentale, og at han vilde have kunnet nå overmåde højt, hvis han havde uddannet sig og virket udelukkende som dekorationsbilledhugger. Den omtalte, for bedømmelsen af Wiedewelts evner og udvikling meget vigtige suite er for øvrigt mærkelig ved at fortælle om det sære tilbagefald til dyrkelsen af den franske Stil, der viser sig hos kunstneren kort efter hans hjemkomst fra Italien.
Senere arbejder af ham viser langt tydeligere end Fredensborgsagerne, at han virkelig har lært noget af at se og tegne efter antikke statuer og relieffer. Man mærker det allerede i 1768, da han tegner en reliefkomposition til titelkobberet foran J. G. Bradts Gjengivelser af Monumenterne i Fredensborg Slotshave; af alle Wiedewelts frembringelser er der vistnok ingen, der røber mere Forståelse af antik komposition, linjeføring og bevægelse end denne tegning.

## Direktør for akademiet
Wiedewelt, der fra 1761 var professor ved Modelskolen, og som senere opnåede den på hans tid meget høje titel af justitsråd, skal have passet sin lærergerning omhyggelig, endogså efter at han i 1772 var bleven Akademiets direktør. Den kunstneriske virksomhed, han ved siden deraf udfoldede, må kaldes i forbavsende grad omfattende, selv om man, hvad der vel er nødvendigt, forudsætter, at han til de fleste af sine værker—ligesom senere Bertel Thorvaldsen—har nøjedes med selv at gøre en skitse og ladet medhjælperne besørge resten, og at han til "det simplere arbejde", som i rigelig mængde udgik fra hans værksted, kun har leveret en tegning.
Mange bestillinger modtog han på gravmæler, af hvilke en stor del ere spredte omkring i landets kirker, og på sarkofager, hvoriblandt Ludvig Holbergs i Sorø (1779) udmærker sig ved sin rene, monumentale stil og skønne udførelse. Adskillige af disse ting udførtes for privatfolk; i en række af år var det dog mest efter ordrer fra hoffet, han arbejdede.
I 1765-1766 leverede han således til riddersalen på Christiansborg et allegorisk relief og 12 medaljoner af oldenborgske konger samt 28 større og mindre Stykker af væsentlig dekorativ karakter; alt dette gik til grunde ved Christiansborgs brand 1794, og kun nogle af medaljonerne kendes af kobberstik.

## Frederik 5.'s monument i Roskilde Domkirke
I 1769 fuldendte han sit hovedværk, Frederik 5.’s kolossale monument i Roskilde Domkirke -- en 6 Alen lang og 3 Alen høj sarkofag, der hviler på et fodstykke og prydes af talrige skulpturer; bag den bærer en søjle, som krones af en urne, en medaillon med kongens portræt; for enderne af sarkofagen sidder 4 1/2 alen høje, kronede kvindeskikkelser,
Danmark og Norge, som i dyb sorg. Om dette arbejde kan siges det samme som om Wiedewelts andre: det dekorerer godt, hvor det står, og frembyder en del smukt følte og vel udførte enkeltheder, men ved siden deraf meget, som tyder på en ikke ganske ægte følelse og en mangelfuld, i alt fald ikke konsekvent gennemført uddannelse.
I 1768-1769 var Wiedewelt på rejse i Frankrig og England; efter den tid fik han fra regeringen kun én stor bestilling, nemlig på over 50 mindestøtter for fremragende danske og norske, opstillede ved Jægerspris Slot; de blev udførte i årene 1777-1784 og er for en del i al deres beskedenhed vidnesbyrd om kunstnerens sans for gode proportioner og fin ornamentik. Fra værkstedet i Materialgaarden udgik end videre de på "Herkulespavillonen" i Rosenborg Have anbragte relieffer Herkules og Omphale. Men for øvrigt arbejdede Wiedewelt i den sidste snes år af sit liv så godt som udelukkende for privatfolk, og de opgaver, disse stillede ham, var kun sjælden nogenlunde betydelige eller lønnende—næsten udelukkende på mere eller mindre tarvelig udstyrede og derfor prisbillige gravmæler. Et enkelt værk fra hans sidste tid er dog af større Interesse, statuen "Troskaben" på Frihedsstøtten i København, udført 1797. Her er der, i alt fald i figurens bevægelse, noget, der virkelig minder om, at kunstneren har stået over for antikke billedværker.

## Alderdom, fattigdom og død
Wiedewelt blev 8 gange valgt til direktør for Kunstakademiet og beklædte denne post sidste gang 1793-1794; han havde adskillige gange lejlighed til at vise kunstskolen betydelige tjenester, særlig ved at skaffe den ud over de pekuniære vanskeligheder, som regeringens store sparsommelighed beredte den. Virksom var han til det sidste, skønt han i sin fremrykkede alder led af stor legemsskrøbelighed, der vedligeholdtes af gentagne slagtilfælde. I sin kraftigste alder havde han vistnok siddet i ret gode Kår, men som gammel måtte han ligefrem kæmpe med fattigdommen.
Hans lønninger beløb sig kun til 500 rigsdaler eller lidt over 1500 kroner, hvilket på en tid, da en tønde rug kostede 18 kroner og alle andre priser stod i forhold dertil, kun kunne
forslå lidt til 4 menneskers Underhold; Wiedewelt giftede sig aldrig, men måtte dog ernære ikke alene 2 gamle søstre, men også en fattig slægtning, han havde taget til sig. Usselt blev hans arbejder betalte, og til sidst var nøden i den gamle værkbrudne mands hjem så stor, at næsten alt, hvad der kunde pantsættes, var vandret til Assistenshuset, og at oldingen selv måtte sove på lånte sengklæder. Og så kom, hvis traditionen har ret, en afgørende katastrofe: et skib, der førte en del marmorblokke, som Wiedewelt havde betalt med en lille pengesum, hans søstre ejede, gik til bunds under Læsø. Al denne elendighed var mere, end den hårdt prøvede mand kunne bære, og om aftenen den 17. december 1802 druknede Wiedewelt sig i Sortedamssøen. Først 4 dage senere fandtes hans lig, og juleaften blev det jordfæstet på Assistens Kirkegård.
Der var sorg ved hans død; Wiedewelt havde været almindelig elsket af alle, der personlig havde med ham at gøre, og samtiden så i ham en mester af første rang; at Adam Gottlob Oehlenschläger, hvis skønne mindedigt over ham er almindelig kendt, kaldte ham "Danmarks Phidias", er næppe af nogen blevet regnet for en overdrivelse.

## Samtidens vurdering af hans kunst
Den ganske urigtige vurdering af hans kunst lader sig i virkeligheden let forklare, uden at man behøver at søge grunden dertil udelukkende i hans samtids fænomenale kritikløshed og nøjsomhed. Wiedewelt var ganske vist ikke nogen stor kunstner; han stod således langt tilbage for sin samtidige, svenskeren Johan Tobias Sergel; hans oprindelige begavelse var næppe overvældende, og hans uddannelse, først i Paris og så i Rom, af en sådan art, at resultatet som helhed blev en aldrig ret organisk sammensmeltet blanding af parykstil og antik—en blanding, hvori den førstnævnte bestanddel som oftest vejede mest til.
Men ved siden heraf sad han inde med fortrin, der hævede ham højt over mængden af tidsalderens billedhuggere. Hans fantasi var rig, han komponerede let og i reglen naturlig og havde så megen smag, at han, selv hvor den franske indflydelse var umiskendelig, dog kun rent undtagelsesvis faldt ud i svulst og bombast eller i den absolutte tomhed. I sammenhæng hermed kommer der noget i forhold til, hvad tiden ellers frembragte, ret sundt og menneskeligt over hans arbejder. Om hans nære forhold til antikken har der af og til, også i senere tider, været talt i alt for høje toner; ganske vist er han påvirket af sengræsk og romersk kunst, men udbyttet, han har haft af at studere det gamle, er dog væsentlig det, at han derved har fået sin smag således renset, at han delvis har kunnet sky de unoder, der skæmmede periodens franske skulpturer.
Sine bedste egenskaber lægger han ofte for dagen i sine tegninger, mindst dog i dem, han udførte til pragtudgaven af Peder Paars, 1772; disse er blottede for ethvert spor af lune og derved dødsdømte.
Wiedewelts samtid og de nærmest følgende generationer have instinktmæssig følt hans fortrin som noget, der havde sin rod i en nobel og fin kunstnerpersonlighed; de have med rette påskønnet, men også i høj grad overvurderet dem. For senere slægter må han stå som en talentfuld og elskværdig overgangsskikkelse, der vel i visse Måder peger ud mod det, der skal komme, men hverken er stærk eller oprindelig nok til at bryde nye baner.